# 티에스토

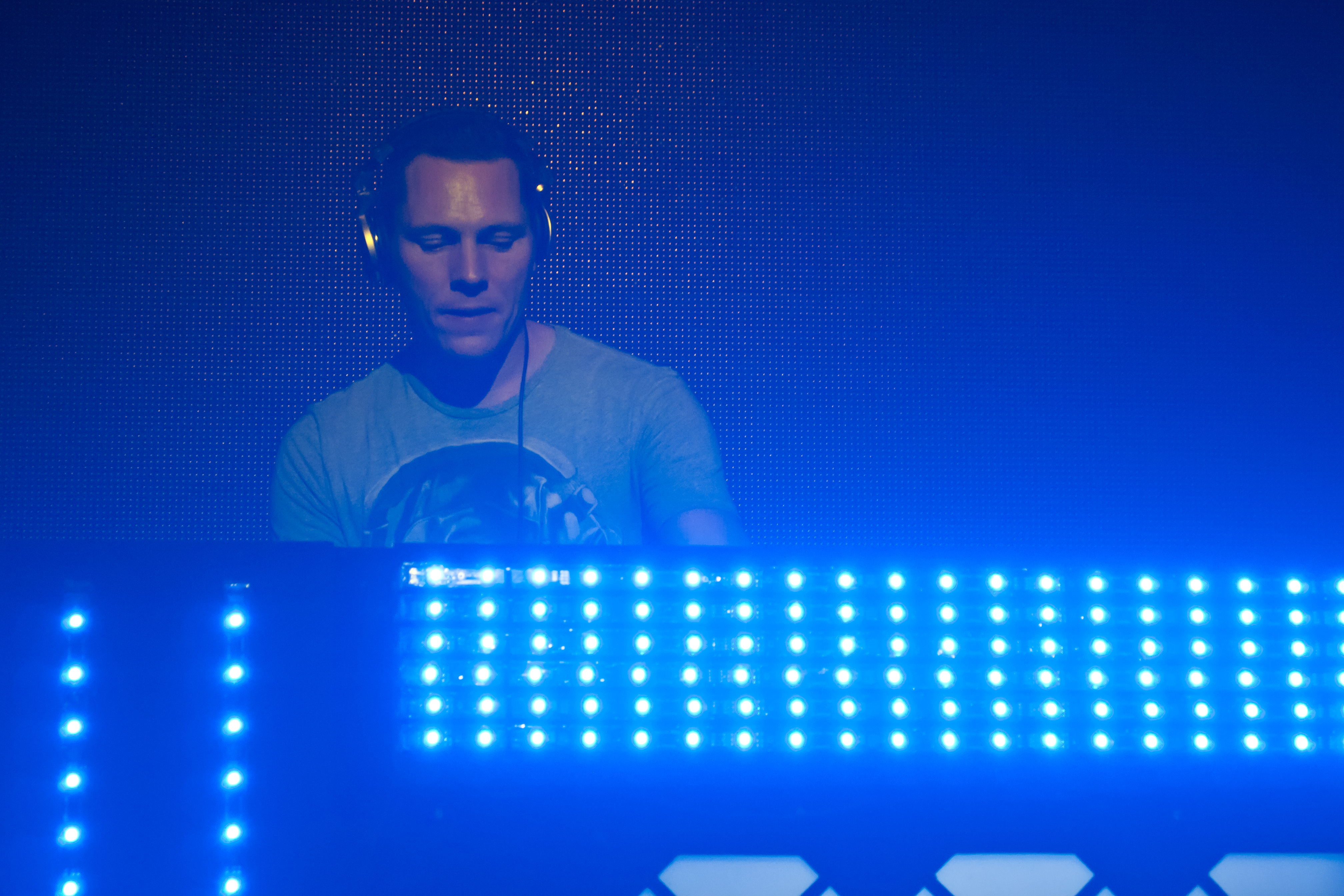
티에스토

티에스토(네덜란드어: Tiësto, OON, 1969년 1월 17일 ~ )는 트랜스 음악과 일렉트로닉 댄스 뮤직을 주 장르로 활동하는 네덜란드의 음악 프로듀서로, 본명은 테이스 미키일 퍼웨스터(Tijs Michiel Verwest)이다.
그는 《DJ 매거진》의 "세계의 No.1 DJ" 목록에서 2002년 ~ 2004년 3회 연속 1위에 올랐고, DJ 사상 최초로 2004년 아테네 올림픽 개막식에서 라이브 연주를 하였다.

## 디스코그래피
| 스튜디오 음반 - In My Memory (2001) - Just Be (2004) - Elements of Life (2007) - Kaleidoscope (2009) - A Town Called Paradise (2014) 컴필레이션 음반 - Parade of the Athletes (2004) - Parade of the Athletes (Unmixed) (2004) 리믹스 음반 - In My Memory - Remixes (2001) - Just Be: Remixed (2006) - Elements of Life: Remixed (2008) | 라이브 앨범 - Live at Innercity: Amsterdam RAI (1999) - We Can Not Get Enough! Dance Valley #9 (2003) 비디오 앨범 - Live at Innercity: Amsterdam RAI (1999) - Underground Trance (2001) - Another Day at the Office (2003) - We Can Not Get Enough! Dance Valley #9 (2003) - Tiësto in Concert (2003) - Tiësto in Concert 2 (2004) - Elements of Life World Tour (2008) |

## 서훈
- 2004년 네덜란드 오라녜나사우 훈장 오피서(OON; Officer of Order of Orange-Nassau, 4등급)[주 1]

## 주해
1. ↑  기사작위(Knighthood)는 영국에서 1등급이나 2등급 훈장, 또는 Knight Bachelor를 받은 사람에게 부장(副章)과 함께 주는 칭호이다. 2004년에 티에스토가 받은 훈장은 4등급이기 때문에 부장이 없고, 네덜란드 수훈 체계에서 접두사나 접미사와 같은 명예 칭호는 빌럼 군사훈장 수훈자에게를 제외하고는 사용하지 않는다. 따라서 이를 기사작위 또는 작위로 칭하는 것은 명백한 잘못이다.